# Das Liebesverbot
Das Liebesverbot is een komische opera van Wagner. De opera behoort tot de jeugdwerken van Wagner en verwijst nog sterk naar de stijl van Lortzing. Wagner componeerde deze opera in 1834, en hij dirigeerde de première in 1836 in Maagdenburg. Door de slechte zangers was de opera een flop. De tweede uitvoering moest zelfs afgelast worden omdat de spelers met elkaar op de vuist gingen achter het doek. Tijdens Wagners leven werd het niet meer opgevoerd.
Het werk is gebaseerd op "Measure for measure" van Shakespeare. Het oorspronkelijke stuk van de Engelse schrijver verhaalt over een vorst van een stad, die de seksuele uitspattingen in zijn stad wil indammen, en een bordeelverbod uitvaardigt. Dit is de reden dat Wagner voor de naam van deze opera koos.
Shakespeare was een grote inspiratiebron voor de jonge Wagner. Zijn stiefvader, die hem in wezen na het vroege overlijden van zijn eigen vader opvoedde, was acteur, en Wagner groeide daarom op in een theatermilieu; zijn eerste belangstelling als tiener ging dan ook naar theater uit. Overgeleverd is een toneelstuk dat hij op 15- of 16-jarige leeftijd schreef, "Leubald", een bizar verhaal waarin circa veertig doden vallen. Bij het horen van de Beethovens muziek besloot hij toch componist te worden.
Niettemin bleef hij sterke affiniteit met het theater houden, en het verklaart mede de reden dat Wagners grote werken muziekdrama's zijn, naast zijn dertien opera's schreef hij (de "Wesendonck-Lieder" en de "Siegfried-idylle" uitgezonderd) geen werken van enig belang.
Later zou hij zichzelf zien als de som van Shakespeare en Beethoven, een arrogante opvatting die geheel bij het karakter van de componist past. Niettemin geeft die opvatting wel aan waar Wagner naar streefde: vereniging van muziek en theater, met een gelijkwaardige rol voor beide: Beethovens symfonieën inspireerden hem tot het schrijven van orkestpartijen in zijn opera's, die geheel gelijkwaardig moesten zijn/waren aan het drama. Het dramatisch gegeven moest in zijn opvatting een organisch geheel met de muziek vormen, en hierin ligt de kern van de wezenlijke toevoeging die Wagner aan de geschiedenis van de opera wilde geven: noch drama, noch muziek mochten de ander overheersen.
Opera is weliswaar al vanaf haar ontstaan ca. 1600 een streven naar het doen samensmelten van deze beide kunstuitingen. Maar de loop van de opera-geschiedenis zou uitwijzen dat componisten toch steeds voorrang gaven aan óf het verhaal ("het woord") óf de muziek (in het bijzonder de markante zang). Monteverdi, de eerste echte en belangrijke operacomponist uit de geschiedenis van dit genre, stelde nadrukkelijk het woord voorop, en meende dat de muziek hierin dienstbaar moest zijn. Later, vooral toen de opera "commercialiseerde", kwam de briljante zang, in het bijzonder de aria, voorop te staan, en werd het verhaal ondergeschikt. Het libretto, het tekstboek van de opera, was slechts een middel voor de componist om de zangers in de gelegenheid te stellen virtuoze aria's te zingen, waarmee zij bij publiek konden "scoren". 
De achttiende-eeuwse opera-componist Gluck bracht weer meer evenwicht tussen de verhouding muziek-theater, reden waarom zijn opera's wel "hervormingsopera's genoemd worden. Hij koos voor betere libretti, en scherpte de overdadig-virtuoze kantjes van de zangpartijen af. Onder anderen Mozart zou van de hervormingen van Gluck profiteren, waardoor ook in zijn opera's muziek en verhaal een beter evenwicht vormen, ook al zijn zijn opera's toch bekend en beroemd geworden om de vele wonderschone zangpartijen.
Aan het begin van de negentiende eeuw lag het accent binnen de opera-geschiedenis toch weer bijna geheel op het muzikale aspect, vaak in combinatie met pompeuze theatereffecten, massascènes, grote koren en balletten. Wagner stoorde zich aan dit operatype, niet alleen aan de ondergeschiktheid van het verhalende gegeven, maar ook aan feiten als dat het publiek maar vrij het theater in en uit kon lopen, de opera bezocht als een avondje vertier, en bijvoorbeeld de handeling onderbrak met langdurig applaus na afloop van een 'briljant' gezongen aria.